# 372 v.Chr.
Het jaar 372 v.Chr. is een jaartal volgens de christelijke jaartelling.

## Gebeurtenissen

### Griekenland
- Jason van Pherae tiran van Thessalië sluit een alliantie met Athene en Macedonië.
- Een aardbeving verwoest Helike op de Peloponnesos.[1]
- Troilus van Elis wint twee ruiterspelen op de Olympische Spelen. Hierdoor worden scheidsrechters verboden deel te nemen aan de competitie.
- De courtisane Phryne van Thespiae arriveert te Athene en wordt de maîtresse en model van Praxiteles. Beschuldigd van goddeloosheid, verschijnt zij voor het tribunaal. Haar verdediger is Hyperides.
- De Plataicus  van Isocrates wordt uitgegeven.

### Italië
- Titus Quintius, Servius Cornelius, Servius Sulpicius, Lucius Papirius en Lucius Veturius zijn de consulaire tribunen in Rome.

## Geboren
- Mencius (~372 v.Chr. - †289 v.Chr.), Chinese filosoof